# Federalt administrerade stamområden
Federalt administrerade stamområdena (engelska: Federally Administered Tribal Areas) var ett halvautonomt territorium i nordvästra Pakistan. Territoriet gränsade till Khyber Pakhtunkhwa i öster, Punjab i sydost, Baluchistan i söder samt grannlandet Afghanistan i väster. Stamområdena låg enligt Pakistans konstitution utanför det ordinarie rättsväsendets jurisdiktion och styrdes enligt stamfolkens traditioner och seder.
Den 31 maj 2018 uppgick de federalt administrerade stamområdena till fullo i den angränsande provinsen Khyber Pakhtunkhwa och existerar sedan dess inte längre som en egen administrativ enhet.

## Historia

### Kolonialtiden
Regionen som utgjorde Federalt administrerade stamområdena erövrades av britterna på 1800-talet men de lyckades aldrig vinna lokalbefolkningens förtroende, trots en geopolitisk strävan för en buffert mot angränsande Emiratet Afghanistan, och tvingades istället sluta avtal som garanterade autonomi till de lokala hövdingarna och småfurstarna i utbyte mot deras lojalitet till Brittiska Indien. För att förenkla för myndigheterna att slå ner oroligheter införde britterna år 1867 en särskild lag kallad Punjab Murderous Outrages Act som tillät dömandet av brottsmisstänkta till fängelse- eller dödsstraff utan krav på bevis eller vittnen. Durandlinjen som drogs av britterna som officiell gräns mellan Afghanistan och Brittiska Indien år 1893 skar rakt igenom de etniska pashtunernas traditionella områden och gjorde att stamområdena separerades från det pashtunskt dominerade Afghanistan, trots att lokalbefolkningens lojaliteter inte alls sammanföll med den nyskapade politiska ordningen. Kolonialmakten lyckades aldrig kontrollera invånarna i det svårtillgängliga och bergiga området och gränsen passerades fortsatt okontrollerat av lokalinvånarna som våldsamt motsatte sig alla försök till att anpassa sig till den nya gränsdragningen.
Ny och gradvis strängare lagstiftning infördes under senare hälften av 1800-talet som kom att förvandla stamområdena till ett område med än idag säreget styrelseskick. År 1872 och 1901 försökte provinsregeringen i Punjab att få bukt med vad man uppfattade vara destabiliserande laglöshet och "fanatiker" längs gränsen genom sådan ny lagstiftning. Lagstiftningen, Frontier Crimes Regulation, utökade antalet brott som kunde resultera i snabb rättsskipning och skulle nominellt baseras på traditionell pashtunsk sedvanerätt, pashtunwali. Den syftade till att samla stöd från lokalbefolkningen men möjliggjorde samtidigt hårdhänt undertryckande av alla upproriska tendenser genom insättandet av irreguljära soldater ur Frontier Corps. Maktutövandet erkändes ligga lokalt hos stamäldste men koncentrerades ytterst i händerna på en politisk agent som representerade vicekungen av Brittiska Indien, likt relationerna för de indiska furstestaterna.

### Efter självständigheten
Efter Pakistans självständighet 1947 fortsatte stamområdena att administreras genom fullmakt till de traditionella klanhövdingarna och den politiska agenten. Den strikta koloniala lagstiftningen för regionen fortsatte att gälla även efter självständigheten. Området blev åter en oroshärd på 1980-talet då Sovjetunionens intervention i Afghanistan 1979 ledde till flyktingströmmar över gränsen till Pakistan medan mujaheddingerillan, dels förmögna utländska religiösa fundamentalister men också afghanska pashtuner, tränades i läger i gränstrakterna. Islamism blev ett nytt element i den lokala politiska miljön utöver den annars så dominerande pashtunska stamkulturen, och religionspolitiska idéer från gulfstaterna började slå rot. Under Operation Cyclone knöt den pakistanska säkerhetstjänsten Inter-Services Intelligence nära band med gerillakrigarna och stamområdena blev djupt invävda i konflikten.
År 2017 föreslog Pakistans regering att upphäva stamområdenas autonoma särställning och låta hela territoriet bli en administrativt integrerad del av provinsen Khyber Pakhtunkhwa, något som röstades igenom i parlamentet år 2018 och därigenom genomfördes i lag. Den 31 maj 2018 upphörde den särskilda förvaltningen och jurisdiktionen för de federalt administrerade stamområdena och de ingående områdena integrerades i Khyber Pakhtunkhwa-provinsen.

## Geografi

Distrikten inom Khyber Pakhtunkhwa (grönt), och de federalt administrerade stamområdena (blått).

### Administrativ indelning
De federalt administrerade stamområdena indelades i sju agentskap (engelska: Agencies).
1. Bajaur
2. Mohmand
3. Khyber
4. Orakzai
5. Kurram
6. Waziristan
7. Sydwaziristan

### Gränsregioner
De stamområden som inte låg i agentskap utgjordes av gränsregioner (engelska: Frontier Regions) och styrdes officiellt från de distrikt i Khyber Pakhtunkhwa som de var associerade med. De sju gränsregionerna var:
- Peshawar (tillhör distriktet Peshawar)
- Kohat (tillhör distriktet Kohat)
- Tank (tillhör distriktet Tank)
- Banuu (tillhör distriktet Banuu)
- Lakki (tillhör distriktet Lakki)
- Dera Ismail Khan (tillhör distriktet Dera Ismail Khan)

## Politik och administration
De federalt administrerade stamområdena hade ingen egen provinsstyrelse som de andra delarna av Pakistan, utan var underställda guvernören i Khyber Pakhtunkhwa som agerade som presidentens befattningshavare. Territoriet hade representanter i det pakistanska parlamentet men de lagar som stiftades gällde inte för något av stamområdena. De självstyrande agentskapen styrdes av en politisk agent med långtgående juridiska befogenheter. Den huvudsakliga lagstiftningen i regionen kallades Frontier Crimes Regulations som slog fast att grundläggande medborgerliga rättigheter inte gällde i stamområdena, att invånare kunde arresteras utan att ha anklagats för något specifikt brott och att kollektiv bestraffning fick utdömas mot familje- och klanmedlemmar på order av traditionella råd av stamäldste istället för efter rättegång i domstol.